# Sophronica albostictica
Sophronica albostictica är en skalbaggsart som beskrevs av Stefan von Breuning 1942. Sophronica albostictica ingår i släktet Sophronica och familjen långhorningar. Inga underarter finns listade i Catalogue of Life.